# Brentino Belluno
Brentino Belluno – miejscowość i gmina we Włoszech, w regionie Wenecja Euganejska, w prowincji Werona.
Według danych na rok 2004 gminę zamieszkiwało 1300 osób, 50 os./km².